# Henri Rivière (pintor)
Henri Benjamin Jean Pierre Rivière (Paris, 11 de maio de 1864 — Sucy-en-Brie, 24 de agosto de 1951) foi um pintor, ilustrador e gravador ligado ao pós-impressionismo.